# ظلم أباد (إسفراين)
ظلم أباد (بالإنجليزية: Zolmabad, North Khorasan)‏ هي مستوطنة تقع في قسم آذري الريفي (مقاطعة إسفراين) في إيران.